# Aristide Maillol
Aristide Maillol (8. prosince 1861 v Banyuls-sur-Mer – 27. září 1944) byl francouzský sochař a malíř katalánského původu.

## Život a dílo
Maillol vystudoval lyceum v Perpignanu a poté odešel do Paříže na uměleckou školu École nationale supérieure des beaux-arts, kde byli jeho učiteli sochař Antoine Bourdelle a malíř Alexandre Cabanel.
Jeho sochařské dílo je považováno za předzvěst děl Henryho Moore. Méně je známý jako malíř, neboť malířství Maillol posléze opustil ve prospěch svých bronzových soch. Svá raná díla tvořil v Banyuls-sur-Mer pod uměleckým vlivem vrstevníků jako byli Pierre Puvis de Chavannes a Paul Gauguin.
Dina Vierny (1919-2009), která byla sochařovou dlouhotetou modelkou, a již zachránil před deportací, začala po Maillolově smrti propagovat jeho dílo díky své nadaci a malířově muzeu založeném roku 1995 v Paříži. Také v Banyuls-sur-Mer se nachází umělcovo muzeum zřízené v domě, kde žil do roku 1910.
Jeho 19 bronzových soch je umístěno od roku 1964 z iniciativy André Malrauxe v Tuilerijské zahradě, např. Trois Nymphes, Baigneuse à la draperie, Méditerranée (1905), Baigneuse se coiffant (1930), Flore (1910), Île-de-France, Jeune fille allongée (1921), Pomone, La Rivière, l'Air. Později byly přemístěny do Jardin du Carrousel blíže k Louvru. Socha ženy představující Středomoří zdobí sochařův hrob a také radnici v Perpignanu. Aristide Maillol je pohřben v zahradě muzea v Banyuls-sur-Mer.

## Fotogalerie

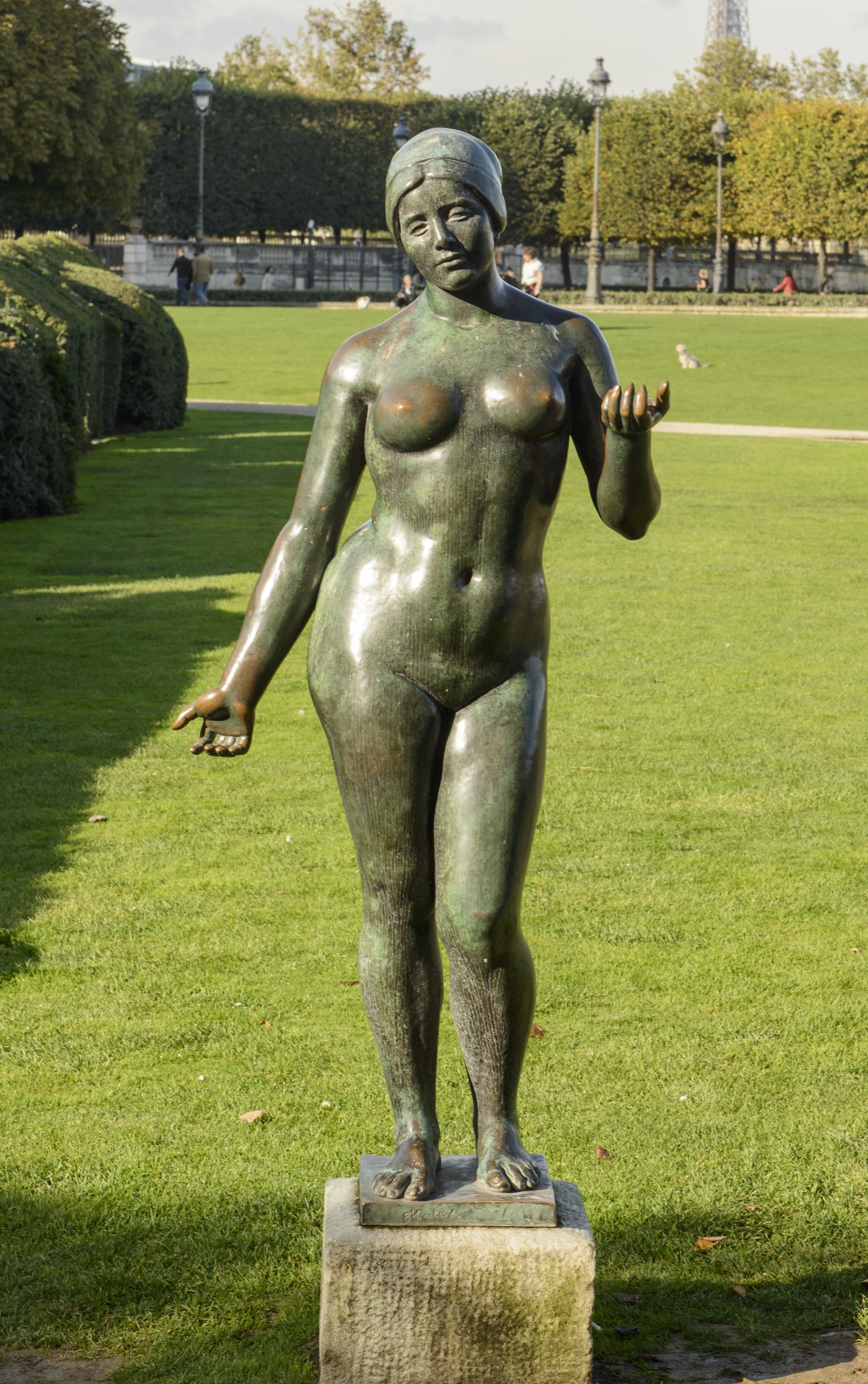
L'Été (Paříž)
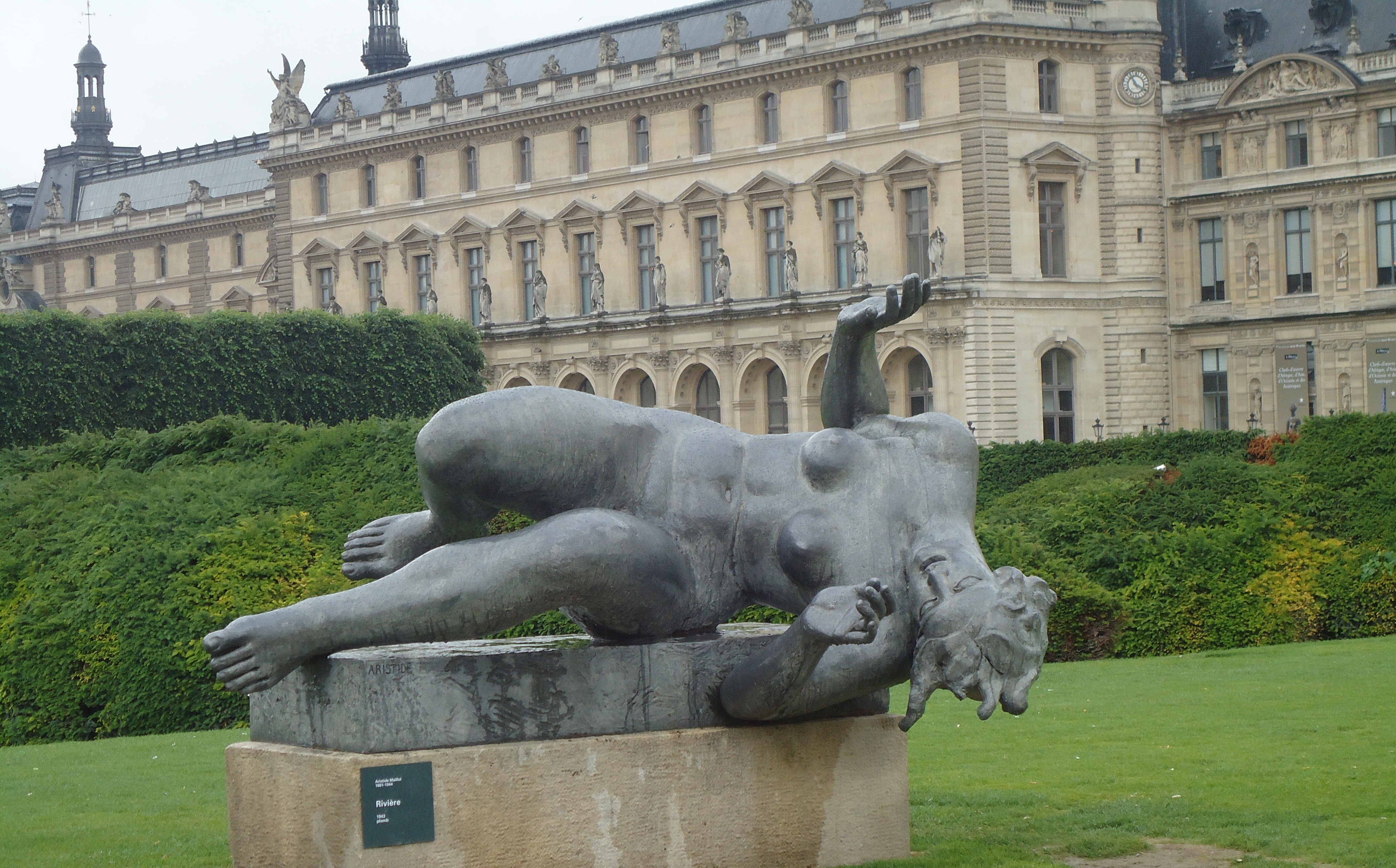
La Rivière (Louvre, Paříž)
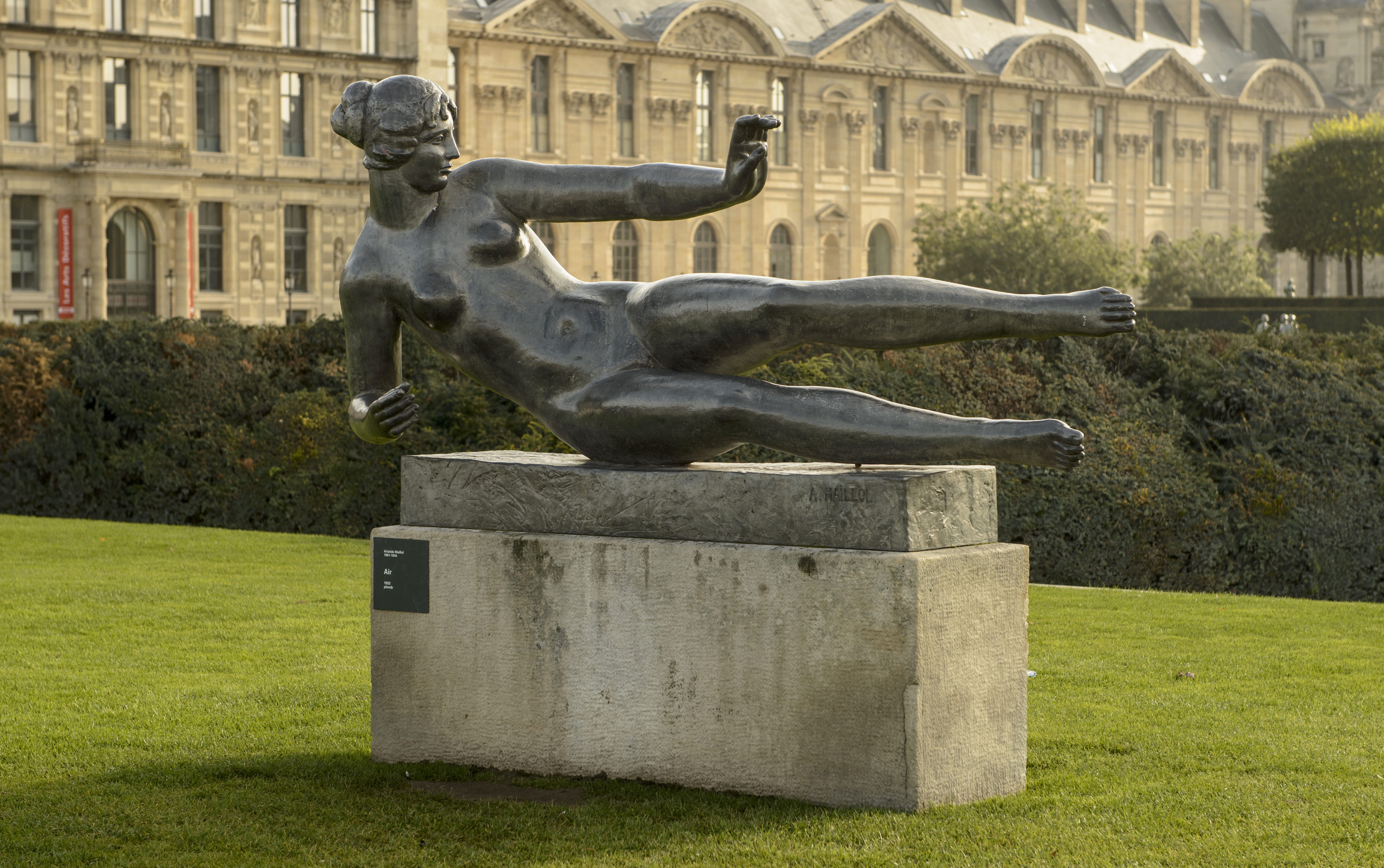
L'Air (Jardins du Carrousel, Paříž)
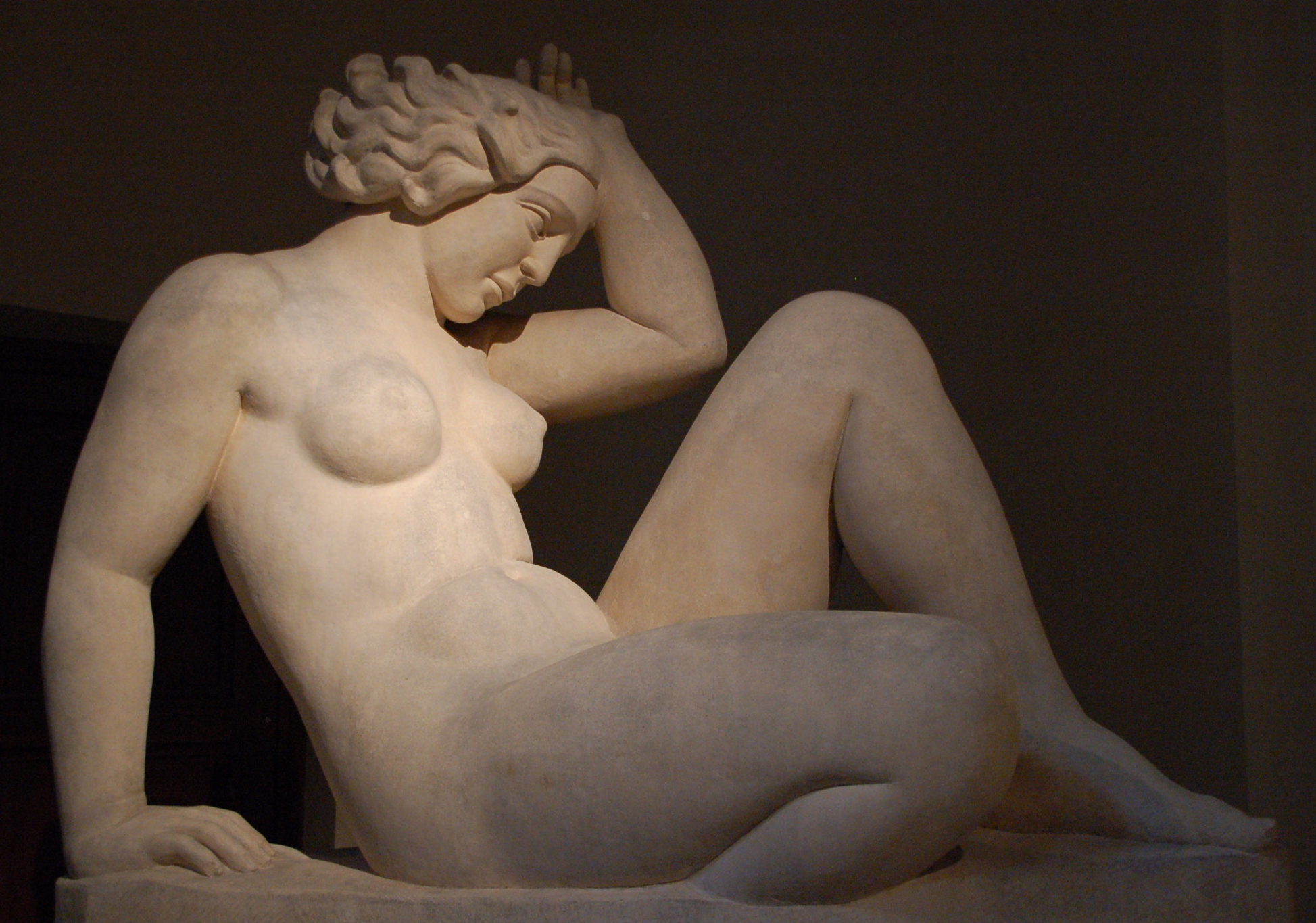
La Montagne (1937)
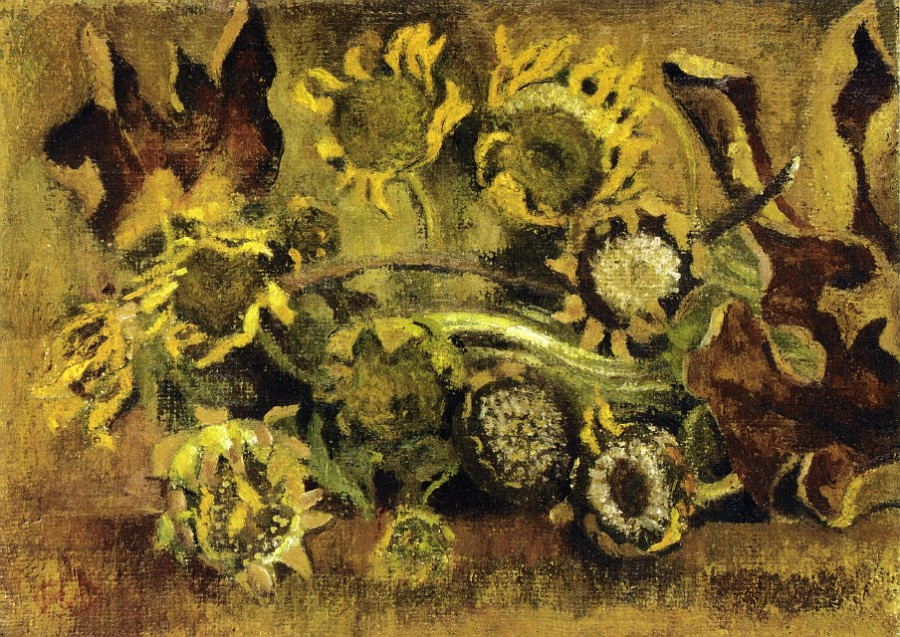
Aristide Maillol – Sunflowers